# Financial District (Manhattan)

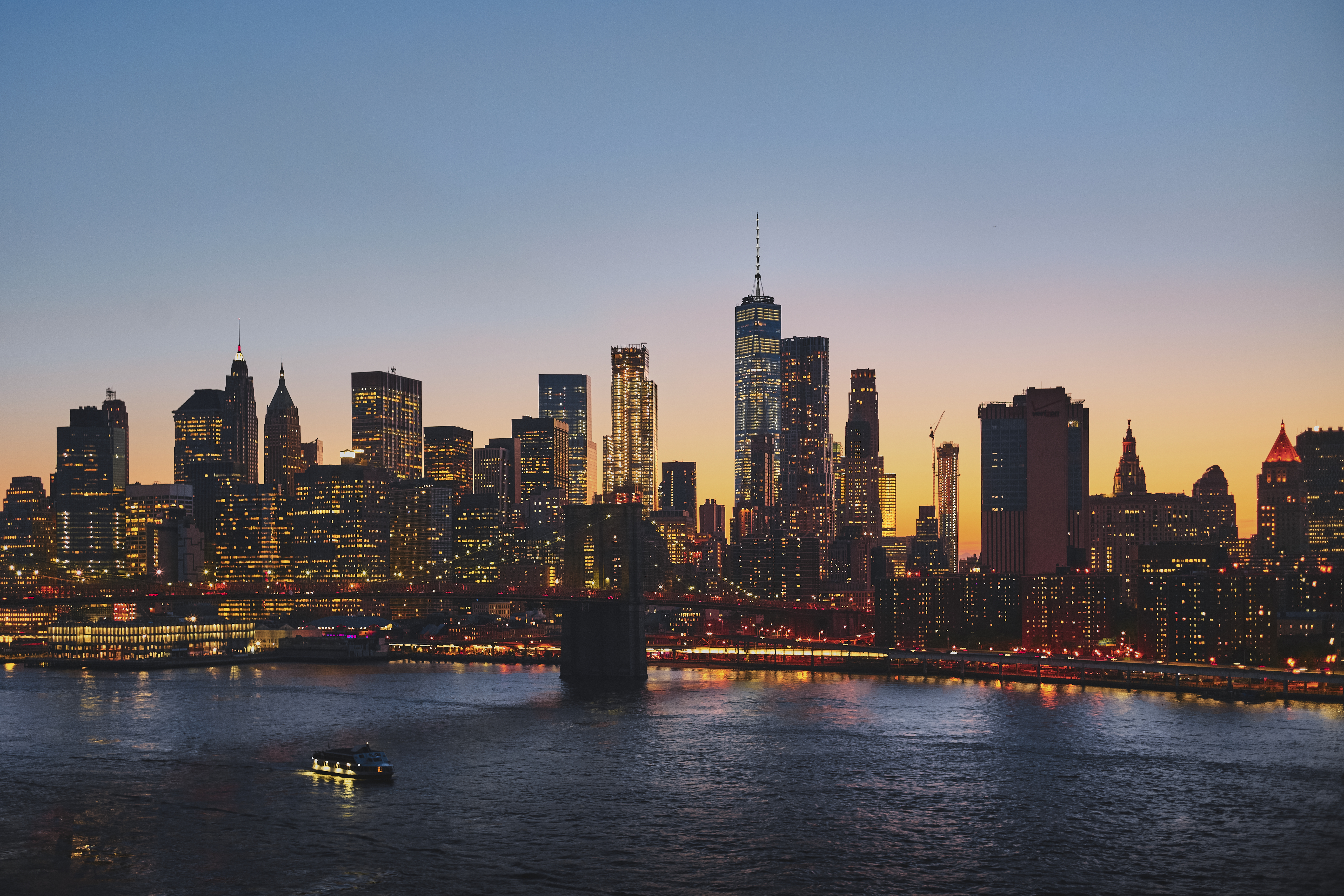
Financial District, 2017

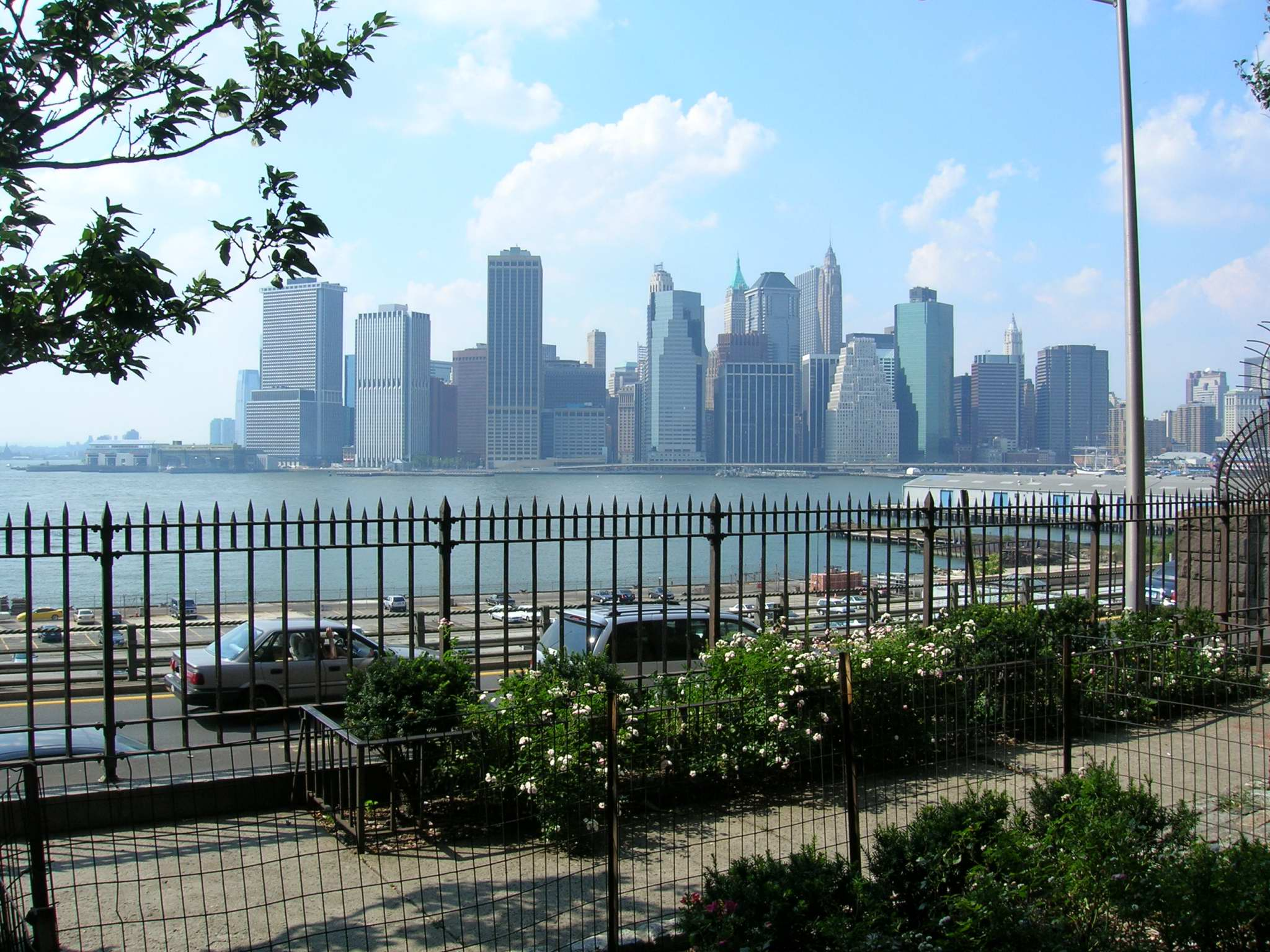
Blick von Brooklyn im Jahr 2005

Als Financial District wird der südöstliche Teil Manhattans in New York City in der Nähe der Wall Street bezeichnet. Der Battery Park und die Siedlung Battery Park City werden nicht dem Financial District zugerechnet. Im Financial District befinden sich die Börse New York Stock Exchange und die Büros zahlreicher Finanzunternehmen und Anwaltskanzleien. Dort liegen ebenfalls die Büros des Verlagshauses Dow Jones, von dem die Zeitung The Wall Street Journal herausgegeben und der Aktienindex Dow Jones Industrial Average veröffentlicht wird. Seit 2008 besteht der Wohnwolkenkratzer 15 William.
Weitere bedeutende Straßen des Stadtviertels sind die Broad Street und die Nassau Street, an der sich in den Jahren 1789–1790 (unweit der Kreuzung mit der Wall Street) der erste Sitz des US-Repräsentantenhauses befand: die Federal Hall, gebaut im Jahr 1700. Dort wurde der erste US-Präsident, George Washington, in sein Amt eingeführt. An dieser Stelle befinden sich heute eine Statue George Washingtons und ein Gebäude aus dem Jahr 1842, welches gegenwärtig als Museum dient. In der John Street befindet sich inmitten moderner Hochhausbebauung die historische als nationales Denkmal gelistete John Street Methodist Church, deren Kirchengemeinde sich dort im Jahr 1766 gegründet hat.
Die Gegend wurde bereits im 17. Jahrhundert besiedelt, nachdem im Jahre 1625 von der Niederländischen Westindien-Kompanie (WIC) die Siedlung Nieuw Amsterdam gegründet worden war.